# 大山坪街道
大山坪街道，是中华人民共和国四川省泸州市江阳区下辖的一个乡镇级行政单位。

## 行政区划
大山坪街道下辖以下地区：
麻柳湾社区、纪念标社区、堰塘湾社区、刺园社区、南苑社区、龙透关社区、康华苑社区、山岩脑社区、百子图社区、大较场社区和三道桥社区。